# Comté de Brionne
Le comté de Brionne serait une partie du duché de Normandie, qui aurait existé dans la première moitié du XIe siècle. 

## Incertitudes sur l'existence de ce comté
Orderic Vital met dans la bouche de Robert, fils de Baudouin de Meules, que Godefroi, son grand-père, fut fait comte de Brionne par le duc Richard Ier de Normandie (942-996). Godefroi était l'un des fils de ce dernier. Il y aurait donc eu un comté de Brionne dès le Xe siècle. Toutefois, l'assertion du chroniqueur anglo-normand est contredite par deux textes :
- le chroniqueur Robert de Torigni écrit que Godefroi fut fait comte et reçut Brionne du duc Richard II de Normandie (996-1026) ;
- dans un diplôme de la fin du règne de Richard Ier, Godefroi n'apparaît pas avec le titre comtal. D'ailleurs, on ne connaît aucun comte sous ce duc[1].

Par conséquent, le comté de Brionne pourrait remonter au règne de Richard II, plutôt qu'à celui de Richard Ier. Hypothèse renforcée par le fait que Godefroy est cité comme comte dans un diplôme du deuxième Richard. Toutefois, le manque de précisions du document (on ne sait de quel territoire il était le comte) laisse subsister un doute sur l'existence de ce comté de Brionne. Les historiens David Douglas et Pierre Bauduin se demandent si le titre comtal de Godefroi ne se rapporte pas à la ville d'Eu. 
De même, si le fils de Godefroi, Gilbert de Brionne, est qualifié de comte, rien n'assure que c'était de Brionne. 
Deux faits fragilisent davantage la thèse de l'existence d'un comté de Brionne :
- alors que les comtés normands se situent au XIe siècle sur la périphérie du duché, celui de Brionne se trouve presque au cœur ;
- alors que les comtés normands du Xe siècle sont souvent les héritiers d'anciens pagi, on ne peut pas faire cette filiation pour le comté de Brionne.

Si on admet la thèse, il faut reconnaître que de toute façon le comté a une existence éphémère puisqu'après la mort de Gilbert de Brionne vers 1040, nous ne connaissons aucun comte, même présumé. Son fils, Richard de Bienfaite, ne porte pas ce titre. Brionne est devenue une simple châtellenie.

## Liste des présumés comtes de Brionne
Il n'y eut tout au plus que deux comtes de Brionne :
- Godefroi (mort après 1023), fils illégitime de Richard Ier, jarl de Normandie ;
- Gilbert (mort vers 1040), fils de Godefroi.

Les deux fils de Gilbert, Richard de Bienfaite et Baudouin de Meules sont respectivement à l'origine des familles de Clare et de Meules.

## Port du titre de comte de Brionne à l'époque moderne
Au XIIe siècle, la seigneurie de Brionne appartient aux comtes de Meulan, dont les domaines sont annexés à la couronne de France par le roi Philippe-Auguste, lorsque celui-ci conquiert une partie de la Normandie, en 1203. Restée ensuite à la couronne de France, la seigneurie de Brionne est donnée en 1286 par le roi Philippe le Bel à Jean II d'Harcourt, maréchal de France. 
Elle reste ensuite dans sa descendance, la branche aînée de la Maison d'Harcourt, qui reçoit en 1338 du roi Philippe VI des lettres la titrant comte d'Harcourt. Au décès de Jean VII d'Harcourt, en 1452, sa succession est partagée entre ses filles Marie d'Harcourt, épouse d'Antoine de Lorraine, comte de Vaudémont, qui hérite de Brionne, et Jeanne d'Harcourt, épouse de Jean III de Rieux, qui hérite d'Harcourt.
La seigneurie de Brionne se transmet ensuite jusqu'à la Révolution dans la Maison de Lorraine, branche d'Elbeuf, puis d'Armagnac, dont les titulaires portent aux XVIIe et XVIIIe siècles, le titre de comte de Brionne :
- Henri de Lorraine-Harcourt ;
- Louis de Lorraine (1641-1718) ;
- Henri de Lorraine (1661-1713) ;
- Louis de Lorraine (1692-1743) ;
- Louis Charles de Lorraine ;
- Joseph Marie de Lorraine Vaudémont. Dernier titulaire de la seigneurie de Brionne, il émigre à la Révolution et meurt sans postérité.

### Sources
- Guillaume de Jumièges, Histoire des ducs de Normandie, éd. Guizot, Mancel, 1826, avec interpolations d'Orderic Vital et Robert de Thorigni, livre IV (traduction française de Gesta Normannorum Ducum écrit vers 1070).
- David Douglas, « The Earliest Norman Counts », English Historical Review, vol. 61, n°240, mai 1946, p. 129-156.
- Pierre Bauduin, La première Normandie (Xe – XIe siècles), Presses Universitaires de Caen, 2004.